# Аполлодот II
Аполлодот II Соте Філопатор (дав.-гр. Ἀπολλόδοτος Β; д/н —бл. 65 до н. е.) — індо-грецький цар Гандхари у 85 до н. е./80 до н. е. — 65 роках до н. е.. Його прізвисько перекладається як «Рятівник» та «Любячий батька».

## Життєпис
Походив з династії Євтидемідів. Був нащадком царя Менандра I, але про його батьків нічого невідомо (є версія стосовно Амінти I або Епандера). За часів царя Архебія був одним із сатрапів у Північно-Західній Індії. Після вторгнення саків на чолі із Маую та наступного повалення Архебія близько 80 року до н. е., Аполлодот зумів зберегти владу над сучасним Східним Пенджабом, де оголосив себе царем.
Протягом тривалого часу вів боротьбу проти саків, але лише у 70—65 роках до н. е. зумів перемогти Маую або його нащадків, відновивши владу індо-грецьких царів над Західним Пенджабом, захопивши Таксилу, яка нову стала столицею Індо-грецького царства. За однією з версій діяв в коаліції з іншим сакським царем Азесом I. Прийняв титул великий цар (Βασιλεὺς Μέγας).
відомі численні срібні драхми цього царя, де його зображено з діадемою, а на звороті Афіна Алкідема, рідше Олександра Македонського на Буцефалі. На бронзових монетах представлено бога Аполлона та триногу. Написи зроблено давньогрецькою мовою та кхароштхі (ΑΠΟΛΛΟΔΟΤΟΥ ΒΑΣΙΛΕΩΣ ΜΕΓΑΛΟΥ ΣΩΤΗΡΟΣ ΚΑΙ ΦΙΛΟΠΑΤΟΡΟΣ і Tratarasa Maharajasa Apalatasa). Є низка випусків, де останньому мова привалює.
Невдовзі після цього Аполлодот II помер, а його землі розділено між синами Гиппостратом I та Діонісієм I.